# Кумпана (Констанца)
Кумпана (рум. Cumpăna) насеље је у Румунији у округу Констанца у општини Кумпана. Oпштина се налази на надморској висини од 50 m.

## Становништво
Према подацима из 2002. године у насељу је живело 9871 становника.

### Попис2002.
| Расподела становништва по националности 2002.‍ | Расподела становништва по националности 2002.‍ | Расподела становништва по националности 2002.‍ | Расподела становништва по националности 2002.‍ | Расподела становништва по националности 2002.‍ |
| --------------------------------------------- | --------------------------------------------- | --------------------------------------------- | --------------------------------------------- | --------------------------------------------- |
|                                               |                                               |                                               |                                               |                                               |
| Румуни                                        | Румуни                                        |                                               | 9.065                                         | 91,9%                                         |
| Мађари                                        | Мађари                                        |                                               | 6                                             | 0,1%                                          |
| Роми                                          | Роми                                          |                                               | 13                                            | 0,1%                                          |
| Немци                                         | Немци                                         |                                               | 8                                             | 0,1%                                          |
| Турци                                         | Турци                                         |                                               | 594                                           | 6,0%                                          |
| Татари                                        | Татари                                        |                                               | 177                                           | 1,8%                                          |